# Ronde van Rwanda

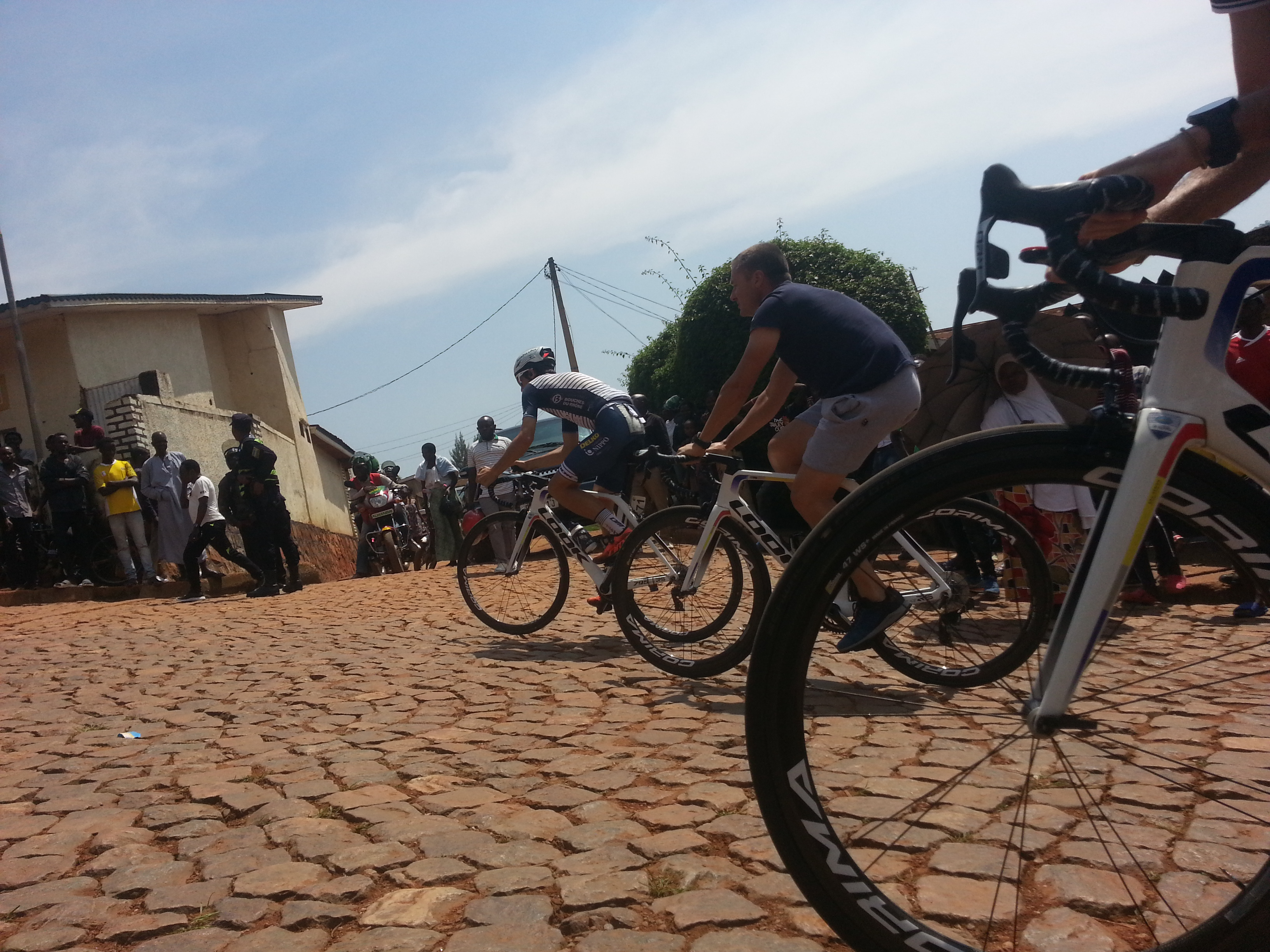
Ronde van Rwanda 2020

De Ronde van Rwanda is een meerdaagse wielerwedstrijd in Rwanda, voor het eerst verreden in 1988. De koers is sinds 2009 onderdeel van de UCI Africa Tour. De koers is ingedeeld in de categorie 2.1.

## Lijst van winnaars

### Overwinningen per land
| Overwinningen | Land                                                                     |
| ------------- | ------------------------------------------------------------------------ |
| 15            | Rwanda                                                                   |
| 5             | Eritrea                                                                  |
| 2             | Zuid-Afrika                                                              |
| 1             | Frankrijk, Kenia, Marokko, Spanje, Verenigd Koninkrijk, Verenigde Staten |

2009 · 2010 · 2011 · 2012 · 2013 · 2014 · 2015 · 2016 · 2017 · 2018 · 2019 · 2020 · 2021 · 2022 · 2023 · 2024 · 2025
2005 · 
2006 · 
2007 · 
2008 · 
2009 · 
2010 · 
2011 · 
2012 · 
2013 ·
2014 · 
2015 ·
2016 ·
2017 ·
2018 ·
2019 ·
2020 ·
2021 ·
2022 ·
2023 ·
2024 ·
2025
Belangrijkste wedstrijden

Ronde van Burkina Faso · La Tropicale Amissa Bongo · Ronde van Kameroen · Ronde van Marokko · GP Chantal Biya · Ronde van Rwanda